# 安藤穂乃果
安藤穂乃果（あんどう ほのか、1999年6月2日 - ）は、日本の元ジュニアアイドル。神奈川県出身。アテナ音楽出版に所属していた。

## 略歴・人物
『仮面ライダー鎧武/ガイム』でテレビドラマ初出演。
2015年4月5日付けで、引退した。
趣味はアニメ・声優・聖地、特技は器械体操。

## 作品

### DVD
- はじめましてっ♪安藤穂乃果です♪（2011年9月2日発売、サンズエム）
- ほのかの沖縄砂時計（2011年12月16日発売、サンズエム）
- ＠クレープ新1年生 13弾 〜家庭科の時間で手料理披露〜（2012年4月7日発売、アテナ音楽出版）

### DVD＆BD
- 俺僕×NEWスーパーサービス（2012年5月3日発売、アテナ音楽出版）共演：芹沢南
- @クレープセカンド 第17弾 〜穂乃果の臨海学校編〜（2012年7月7日発売、アテナ音楽出版）
- ミスアテナ 2012年 Vol.6（2012年10月6日発売、アテナ音楽出版）
- JC2 総集編Z（2013年6月8日発売、アテナ音楽出版）
- 学校なう！（2013年8月23日発売、オリガミ）
- 学校なう！ 制服 画像 写真集（2013年8月30日発売、オリガミ）
- 美少女 中学生 プールなう！全部白水着（2013年10月23日発売、オリガミ）
- 制服なう（2013年12月23日発売、オリガミ）
- 制服なう 写真集（2013年12月23日発売、オリガミ）
- 全部白水着（2014年3月23日発売、オリガミ）
- 全部白水着 写真集（2014年3月23日発売、オリガミ）
- 学校なう 〜夏休み水着なう〜（2014年6月23日発売、オリガミ）
- 学校なう 〜夏休み水着なう〜 写真集（2014年6月28日発売、オリガミ）
- ヴァンヴァイアハンター安藤（2014年07月12日発売、サンクチュアリ）
- プールなう 〜全部白水着〜（2014年10月23日発売、オリガミ）
- プールなう 〜全部白水着〜 写真集（2014年10月23日発売、オリガミ）
- 中学生最後のツインテール（2014年12月23日発売、オリガミ）
- 中学生最後のツインテール 写真集（2014年12月23日発売、オリガミ）

## 出演

### テレビドラマ
- 仮面ライダー鎧武/ガイム 第47話（2014年9月28日、テレビ朝日） - 少女 役

### 舞台
- 演劇機動隊アポロン「オネーチャンズ11」（2010年8月）
- ヒロセプロジェクト「明日行きの列車は今宵、満天の星の海を」（2013年10月）

### 雑誌
- Girls☆Stage（主婦の友社）
- ウレぴあ（ぴあ）
- BUBKA（白夜書房）

## 参加ユニット
- RynRyn☆ミどろっぷ（桜木ひな、安藤穂乃果、藤野志穂）[1]